# Tynaarlo
Tynaarlo – wieś i gmina w Holandii, w prowincji Drenthe.
Gmina składa się z kilkunastu miejscowości: Bunne, Bunnerveen, De Groeve, De Punt, Donderen, Eelde, Eelderwolde, Midlaren, Oudemolen, Paterswolde, Taarlo, Tynaarlo, Vries, Winde, Yde, Zeegse, Zeijen, Zuidlaarderveen i Zuidlaren.